# Dasypoda patinyi
Dasypoda patinyi är en biart som beskrevs av Michez 2002. Dasypoda patinyi ingår i släktet byxbin, och familjen sommarbin. Inga underarter finns listade i Catalogue of Life.